# Schloss Ehrenburg

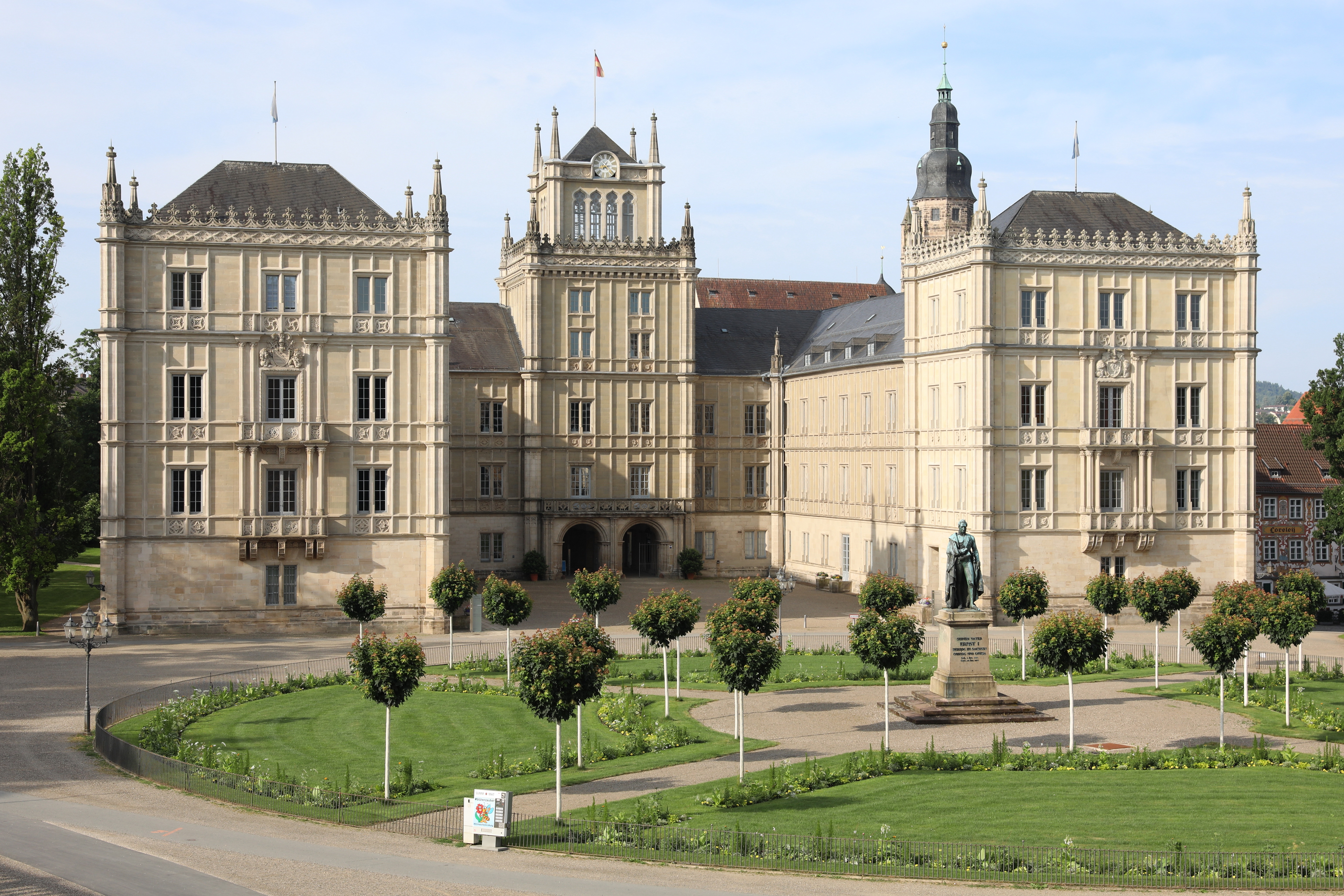
Schlossplatz mit Schloss Ehrenburg

Schloss Ehrenburg war das Residenzschloss der Herzöge von Sachsen-Coburg und Gotha. Die neugotische Dreiflügelanlage befindet sich am östlichen Rand der historischen Altstadt der  oberfränkischen Stadt Coburg.
Die Ehrenburg entstand zwischen 1543 und 1547 am Ort eines aufgehobenen Franziskanerklosters. Im frühen 17. Jahrhundert erfolgten Ergänzungen. 1690 wurde das Schloss nach einem Brand zur barocken Dreiflügelanlage umgebaut und erhielt im 19. Jahrhundert nach den Entwürfen von Karl Friedrich Schinkel eine gotisierende Fassade sowie im französischen Empire-Stil gestaltete Wohn- und Festräume. Heute beherbergt das Schloss die Landesbibliothek Coburg. Rund 25 historisch eingerichtete Räume können in Führungen besichtigt  werden.

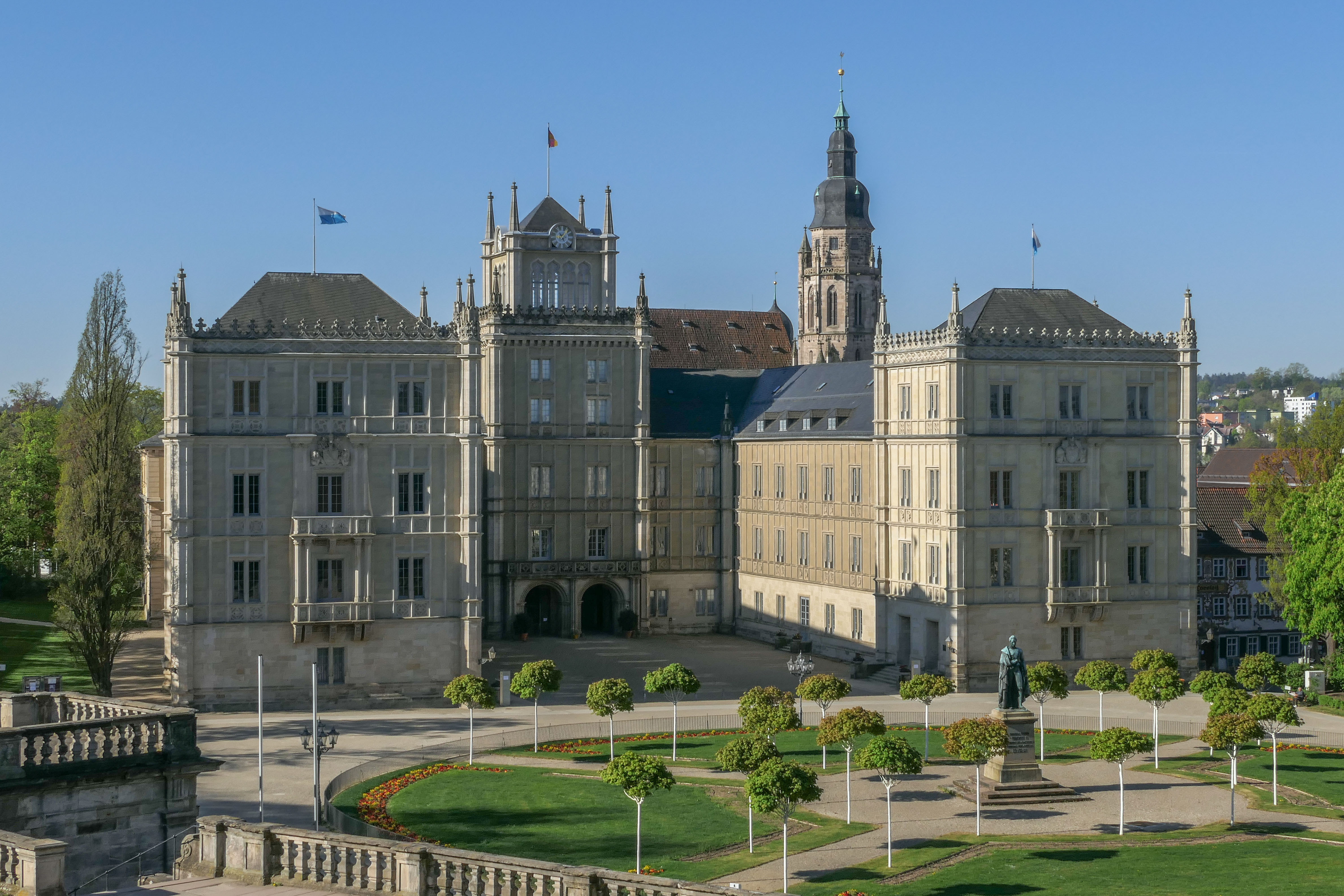
Schloss Ehrenburg – Nordseite mit Schlossplatz – im Hintergrund Turm der Morizkirche

## Geschichte

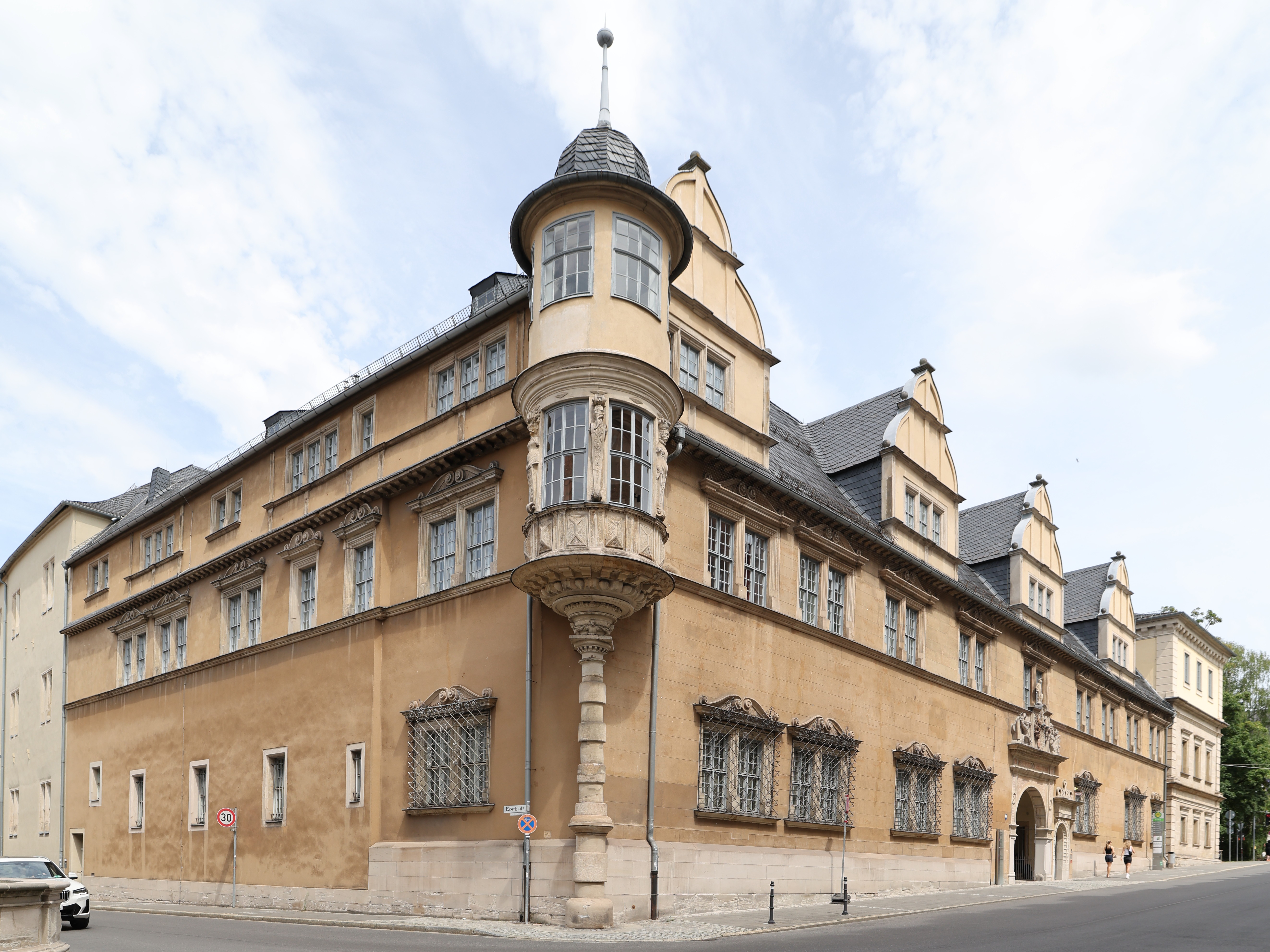
Schloss Ehrenburg, Eingangsfassade auf der Südseite mit den Bauten von 1543–1547.

Am Ort der heutigen Ehrenburg stand das Franziskanerkloster von Coburg, das 1525 im Zuge der Reformation aufgelöst worden war.

### Neubau einer Stadtresidenz ab 1543
Im Jahr 1543 beschloss Herzog Johann Ernst von Sachsen seine Hofhaltung von der Veste Coburg hinunter in die Stadt zu verlegen und wählte das Grundstück des aufgehobenen Franziskanerklosters, an dem im Osten die Stadtmauer entlanglief. Das Kloster lag im Bereich des ehemals mittleren Hofes. Der architektonische Neubauentwurf wird von der neueren Forschung dem sächsischen Baumeister Nikolaus Gromann zugeschrieben. Der Bau zeigt deutliche stilistische Parallelen mit dem Werk Gromanns, der auch organisationstechnisch als bestallter Hofbaumeister von Johann Ernsts Halbbruder Kurfürst Johann Friedrich dem Bauprojekt nahegestanden haben dürfte. Ausgeführt wurde die Anlage bis etwa 1547 unter der Bauleitung von Caspar Vischer.
Es entstand eine Anlage um zwei viereckige Höfe, die von Süden aus von der Steingasse betreten wurde. Die Bauten des ersten Hofes mit dem Treppenturm, dem Eckerker und den Zwerchhäusern aus dieser Zeit sind noch erhalten. Zwischen den Höfen lag der dreigeschossige Fürstenbau, der über einen weiteren, großen Treppenturm auf der Nordseite erschlossen wurde und einen großen Saal und eine Tafelstube besaß. Um den Zweiten Hof lagen auf der Ostseite die Schlosskapelle und weitere Wohngemächer, im Norden auf unregelmäßigem Grundriss die Küche und im Westen weitere untergeordnete Räume. Diese Anlage ist mit verschiedenen untergeordneten Erweiterung noch auf dem Grundriss von Bieler von 1679 zu erkennen. Ob 1543 schon der Dritte Hof mit den Ställen begonnen wurde, ist unklar.
Für den Bau wurden nur bezahlte Handwerker und nicht, wie damals üblich, Fronarbeiter verpflichtet. Diese Besonderheit soll der Grund für den Besuch Kaiser Karls V. im Jahre 1547 gewesen sein. Karl soll der damals gerade neu bezogenen Anlage bei dieser Gelegenheit den Namen Ehrenburg verliehen haben.
Das neue Stadtschloss wurde bis zum Tode Johann Ernsts 1553 als Residenz eines regierenden Herzogs bewohnt und danach erst einmal nur extensiv genutzt.

### Erweiterung unter Johann Casimir

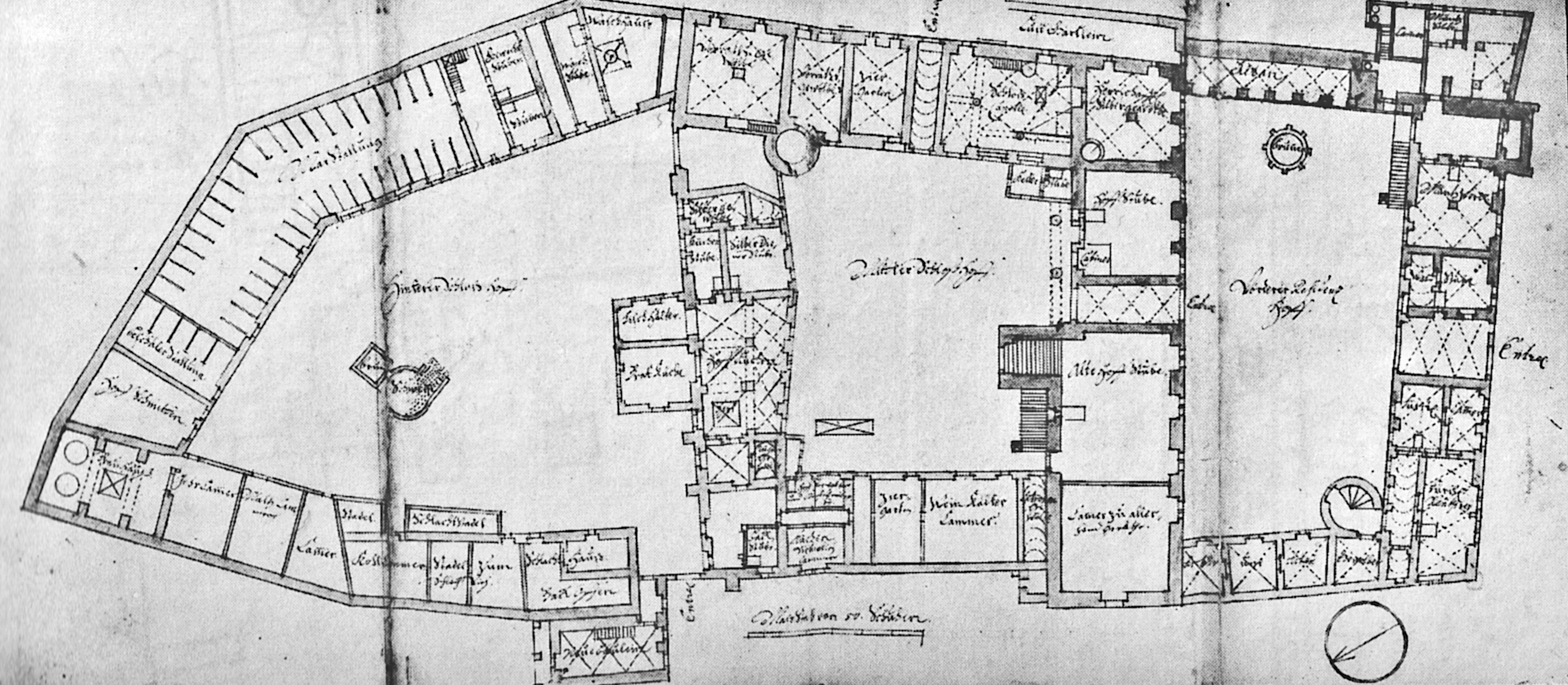
Eine Zeichnung von Justus Bieler von 1679 zeigt die Ehrenburg im Zustand vor dem Brand 1690 (Kunstsammlungen Veste Coburg Inv. Nr. Ms 7,20)

Eine neue intensive Nutzung der Ehrenburg setzte mit der Regierungsübernahme von Johann Casimir 1586 ein, wobei er den Baubestand von Johann Ernst weitgehend übernahm. Von 1590 bis 1592 veränderte der Gothaer Hofbaumeister Michael Frey den südlichen Gebäudeflügel an der Steingasse im Stil der Renaissance zum aktuellen Erscheinungsbild. 1623 beauftragte Casimir den Steinmetz und Bauunternehmer Giovanni Bonalino im südlichen Innenhof auf der Ostseite die zweigeschossige Bogenstellung eines Altans (mit ehemals begehbarem Flachdach) zu errichten und wertete auf diese Weise den neuen Eingangshof baulich auf. Auch das Tor zur Steingasse wurde neu geschmückt. An der Südostecke dieses Hofes wurde 1631/32 im zweiten Obergeschoss die reich geschnitzte Hornstube eingebaut, die 1809 ausgebaut und in die Veste Coburg übertragen wurde.

## Umbau zur barocken Ehrenhofanlage

### Umbau zur barocken Ehrenhofanlage

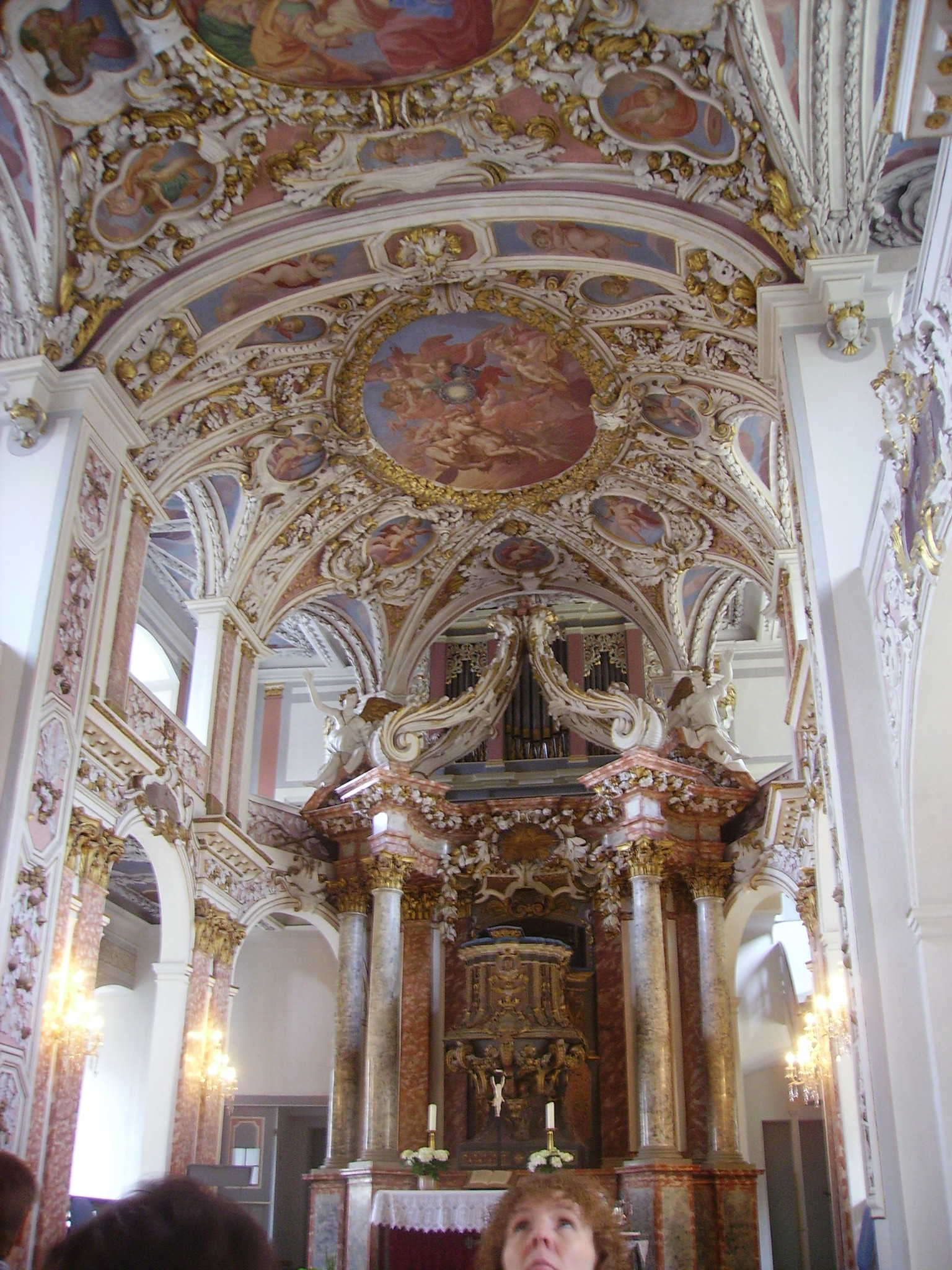
Ansicht der barocken Schlosskirche

Ab 1680 ließ Herzog Albrecht III., der die Ehrenburg wieder als Residenz nutzte, im Osten der Kernanlage außerhalb der Stadtmauer auf planierten Hangterrassen einen neuen Hofgarten anlegen, zu dem als bauliches Bindeglied der neue, noch teilweise erhaltene Marstall überleitete.
Ein Großbrand zerstörte 1690 den nördlichen Teil der Renaissanceanlage im zweiten Hof. Dies nahm Herzog Albrecht III. zum Anlass, die Bauten um den zweiten (mittleren Hof) nach den  Gestaltungsidealen des Barock als Ehrenhof nach Norden zu öffnen und mit viergeschossigen Pavillons symmetrisch abzuschließen. Noch im selben Jahr 1690 wurde der Grundstein gelegt. Die nunmehr entstandene Dreiflügelanlage wurde auf diese Weise quasi umgedreht. Sie gliedert sich in den Hauptflügel auf alten Fundamenten mit den herrschaftlichen Wohnräumen, den komplett neu erbauten Westflügel mit einer neuen Schlosskirche und dem Großen Saal und den als Gästetrakt genutzten Ostflügel. Im ersten Obergeschoss des Hauptflügels lagen das Appartement des Herzogs, darüber im zweiten Obergeschoss jenes der Herzogin, jeweils mit den Schlafzimmern am östlichen Ende.
Die Wiederaufbauplanungen übernahm zunächst der saalfeldische Hofbaumeister Julius Bieler; bald wurde er de facto durch den aus Weimar zusätzlich engagierten Architekten Christian Richter abgelöst. Mit der Ausstattung der Innenräume im Hauptflügel mit Stuck konnte bereits 1691 begonnen werden.

### Umgestaltung des Historismus

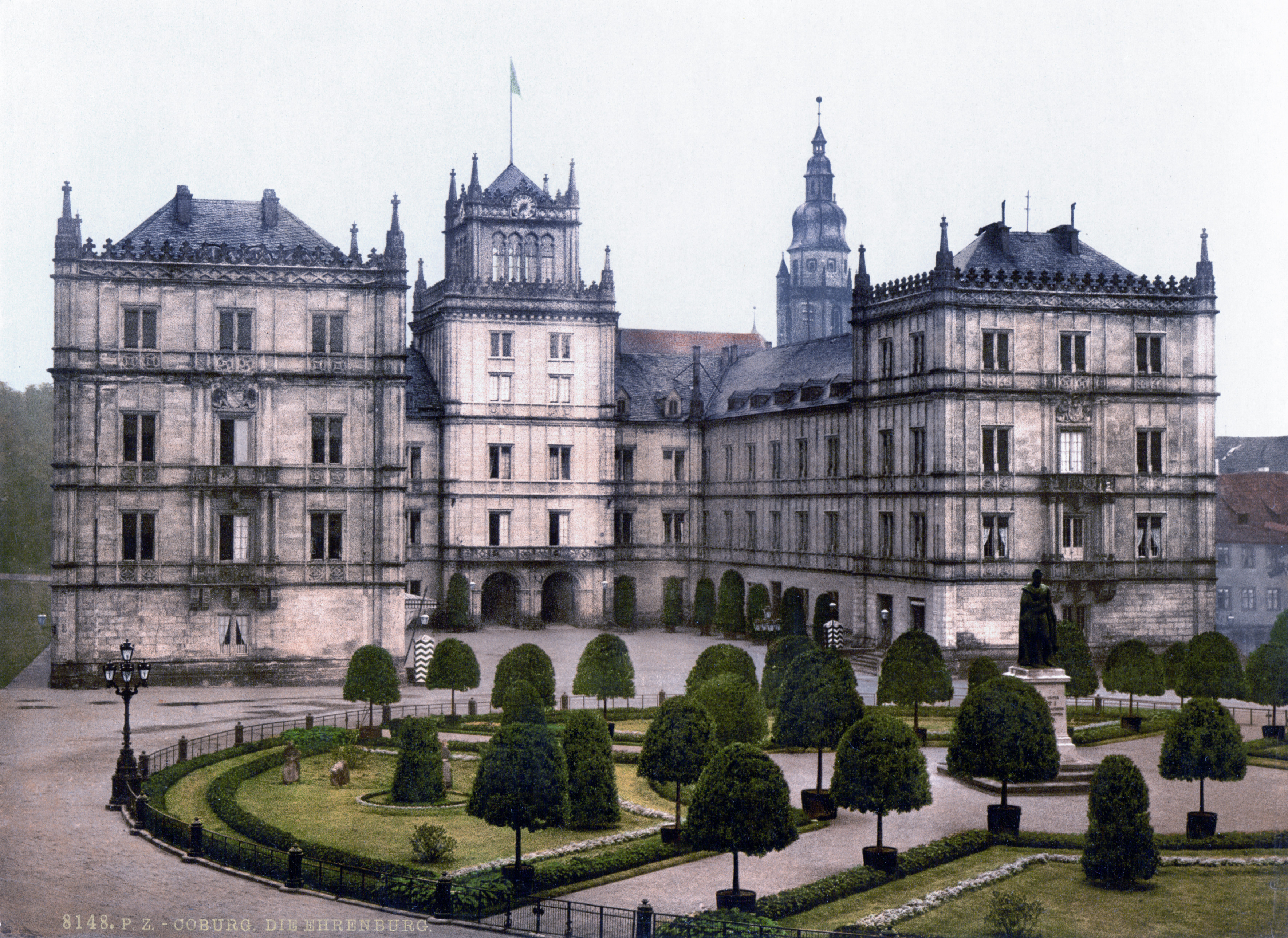
Schloss Ehrenburg um 1900

Im 19. Jahrhundert erhielten die Fassaden der nördlichen Dreiflügelanlage unter Herzog Ernst I. nach Entwürfen von Karl Friedrich Schinkel (1810/1811) ihr heutiges Aussehen im Stil der englischen Neugotik. Der Franzose André-Marie Renié-Grétry gestaltete die Wohn- und Festräume im Ostflügel hingegen in der klassizistischen Formensprache. Die Arkaden der Altane wurden verschlossen und um ein Geschoss erhöht. Es entstand dort der Silbersaal, der zum Speise- und Festsaal bestimmt war.
Den Gesamteindruck der Ehrenburg vervollständigte Ernst I. nach dem Abbruch der nördlichen Wirtschaftsgebäude durch den Bau eines Theaters (Landestheater Coburg) gegenüber dem neu gestalteten Schlossplatz und dem Hofgarten, einem englischen Landschaftsgarten zwischen den Ensembles Ehrenburg-Landestheater und Veste Coburg. Der Hofgarten zählt zu den bedeutenden deutschen Parkanlagen.

### Einrichtung als staatliches Museum
Der Freistaat Coburg schloss nach seiner Gründung 1919 mit Herzog Carl Eduard einen Abfindungsvertrag in Höhe von 1,5 Millionen Reichsmark über dessen Besitztümer. Damit ging unter anderem auch Schloss Ehrenburg in das Eigentum des Staates über. Die Einrichtungsgegenstände erhielt die Coburger Landesstiftung zugesprochen. Seit 1941 wird das Schloss durch die Bayerische Verwaltung der staatlichen Schlösser, Gärten und Seen betreut.
Die in den letzten Jahrzehnten von Grund auf restaurierte Ehrenburg beherbergt die Landesbibliothek Coburg mit einem Bestand von über 400.000 Bänden; ein Großteil ist als Museum ausgebaut und kann bei Führungen besichtigt werden.

## Historische Räume

### Schlosskirche
Im neugotisch gestalteten Westflügel befindet sich die doppelgeschossige, protestantische Hofkirche. Es ist eine dreischiffige, pfeilergestützte, sechsachsige Emporenhalle mit einem Kappengewölbe. Die Kirche ist 10,8 Meter breit und 30,33 Meter lang. Der Grundstein wurde am 23. Juni 1690 gelegt, bis 1693 war der Rohbau fertig. Von 1695 bis 1700 erfolgte die Ausstattung der Kirche, die aufgrund des Todes von Herzog Albrecht eingestellt wurde. Die Innenausstattung ist in Formen des italienischen Barocks gestaltet. Die Stuckarbeiten stammen von den Brüdern Lucchese, der Altar wohl von Nikolaus Resch. Herzog Franz Josias beauftragte 1732 den Seßlacher Stuckateur Johann Christian Beinthner mit der Vollendung der Ausstattung. Die Kirchweihe erfolgte am 4. Februar 1735.
Die Orgel steht auf einer Empore über dem Kanzelaltar. Der Orgelprospekt ist dreiteilig mit Rechteckfeldern und vergoldetem Schnitzdekor. Das Instrument wurde im Rahmen des Kirchenneubaus von dem Coburger Orgelbauer Paul Daum  aufgestellt. Verbesserungen, Reparaturen und Restaurierungen fanden in den Jahren 1815, 1818, 1829 und 1866 statt. Um 1875 führte der Coburger Orgelbauer Anton Hasselbarth einen Um- und Erweiterungsbau aus. Ein weiterer Umbau folgte 1931 durch die Ludwigsburger Firma Walcker. Das Instrument hat zwölf Register auf zwei Manualen und Pedal.

### Riesensaal
Über der Hofkirche befindet sich im zweiten Obergeschoss der Riesensaal, ein prunkvoller, 12 Meter breiter und 22,5 Meter langer Festsaal. Die hölzerne Dachkonstruktion überspannt den Raum stützenfrei und wird von 28 Atlantenfiguren getragen. Die Stuckierung ist ein Werk der Gebrüder Lucchese. Medaillonbilder schmücken die Decke und zeigen Minerva als Schutzgöttin der schönen Künste und Wissenschaften und deren allegorische Darstellungen. Am Deckenrand sind 56 Wappen ehemaliger Herrschaftsbereiche des Hauses Wettin vorhanden.

### Thronsaal
Der Thronsaal befindet sich in der Mitte des Ostflügels im zweiten Obergeschoss. Der französische Architekt Renié-Grétry entwarf zwischen den Jahren 1816 und 1833 die Gestaltung und Ausstattung des Saals im klassizistischen Stil des französischen Empire. Bronzen, vergoldete Möbel und roter Samt sowie mehrfarbig, eingelegte Parkettböden und eine Stuckdecke bestimmen die Einrichtung.

Innenansichten der Ehrenburg
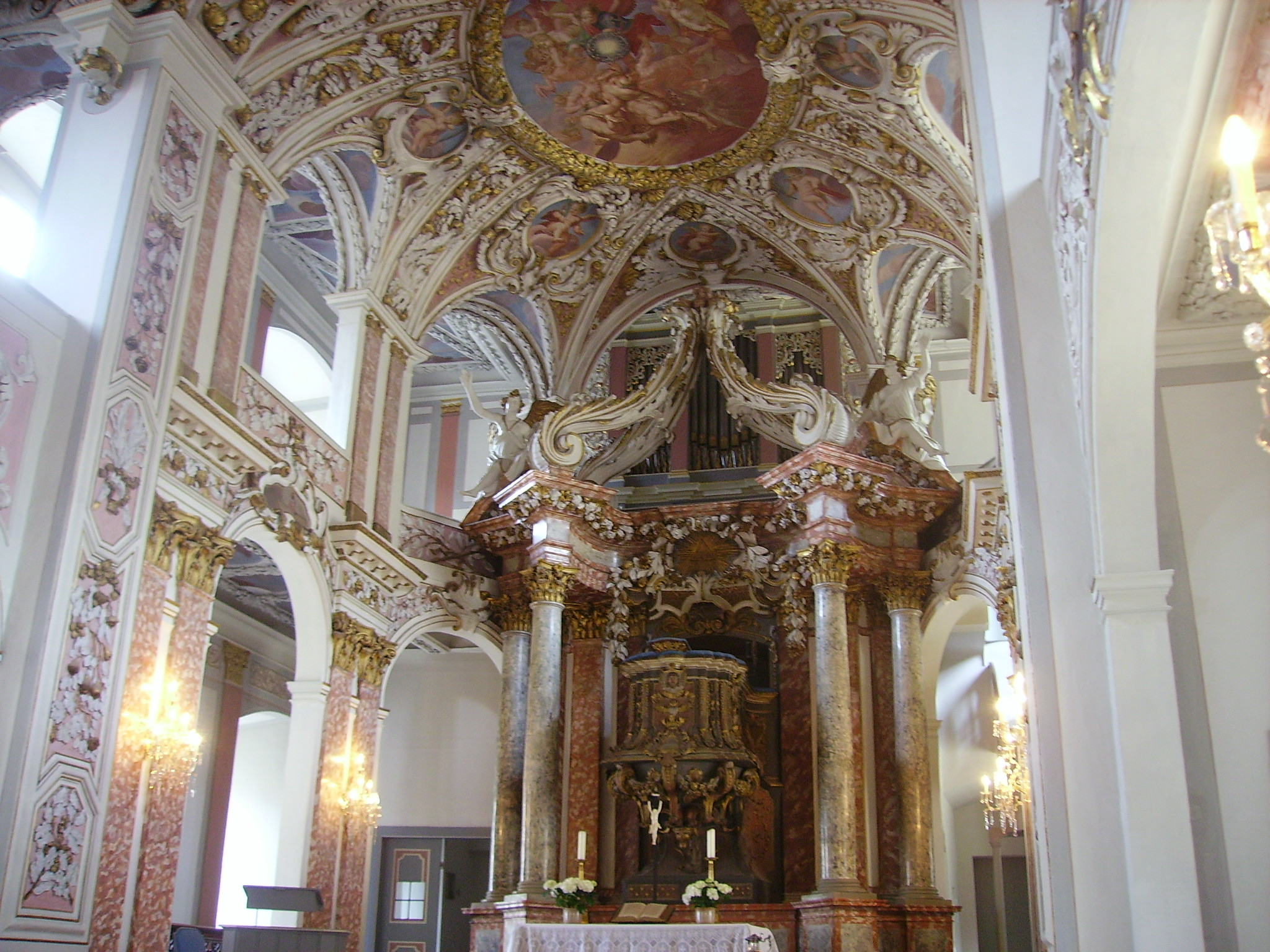
Altar der Hofkirche
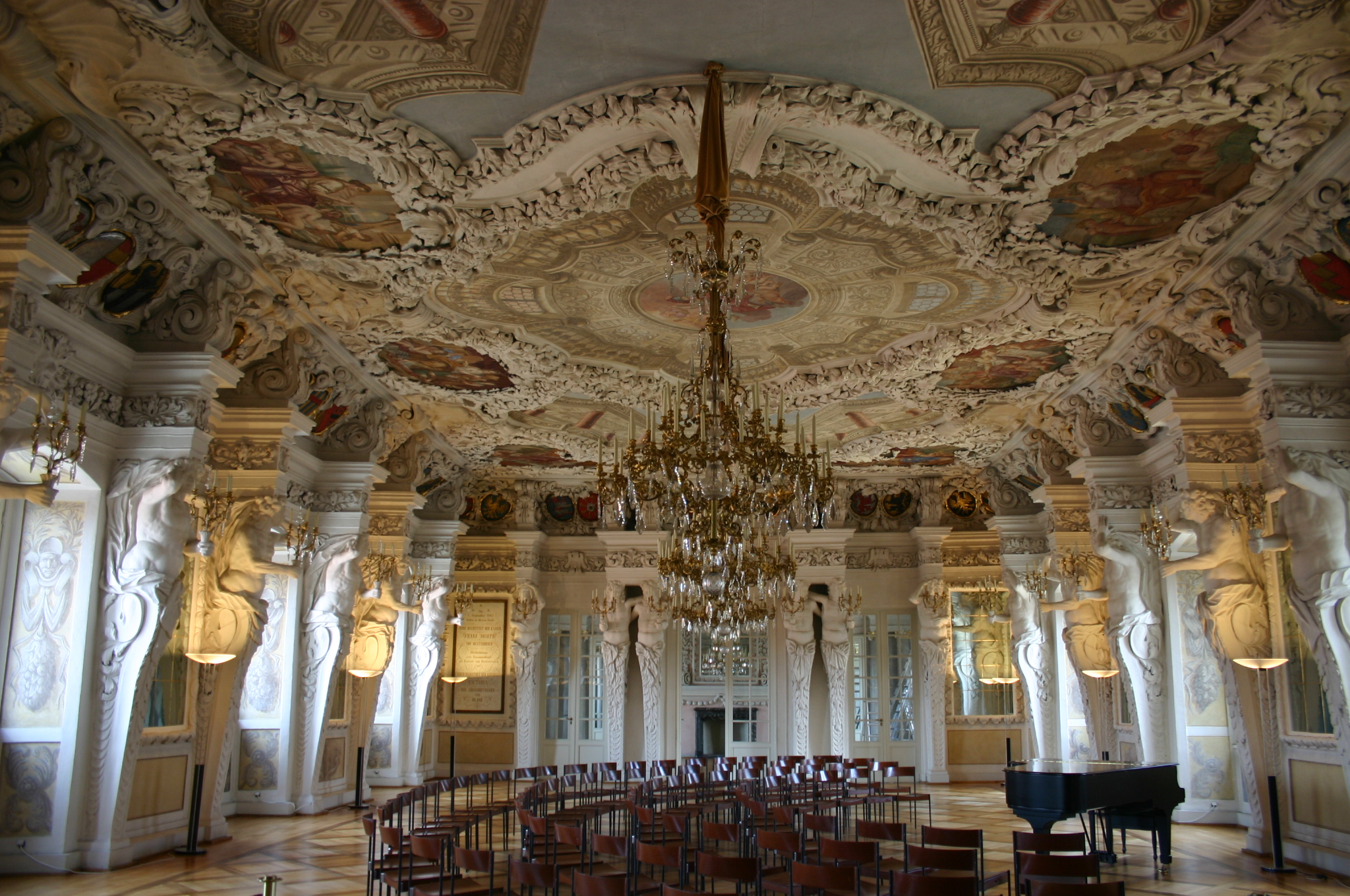
Der prunkvolle Festsaal, wegen der 28 Atlantenfiguren auch Riesensaal genannt
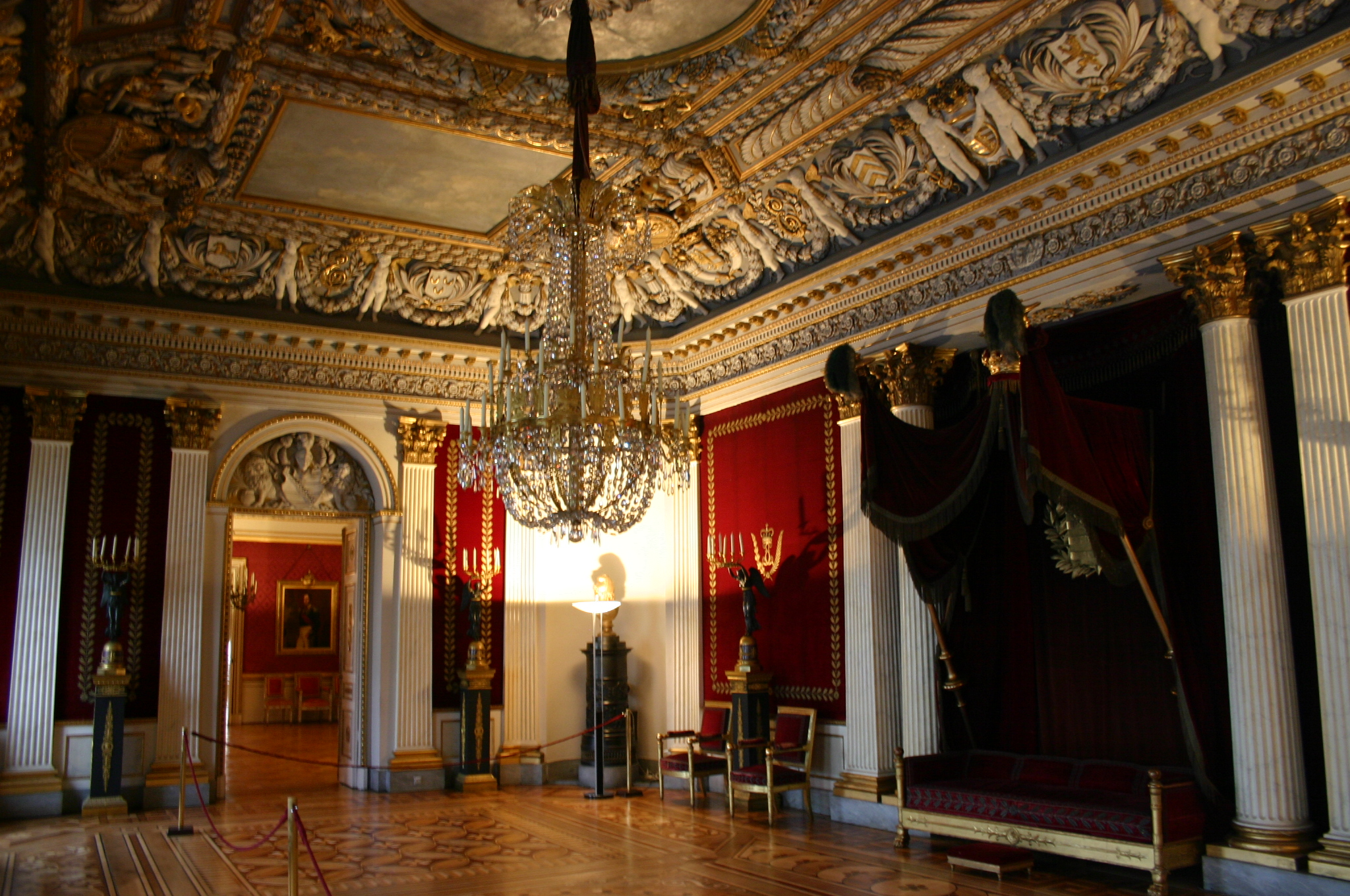
Monumentale Formen des Klassizismus im Thronsaal
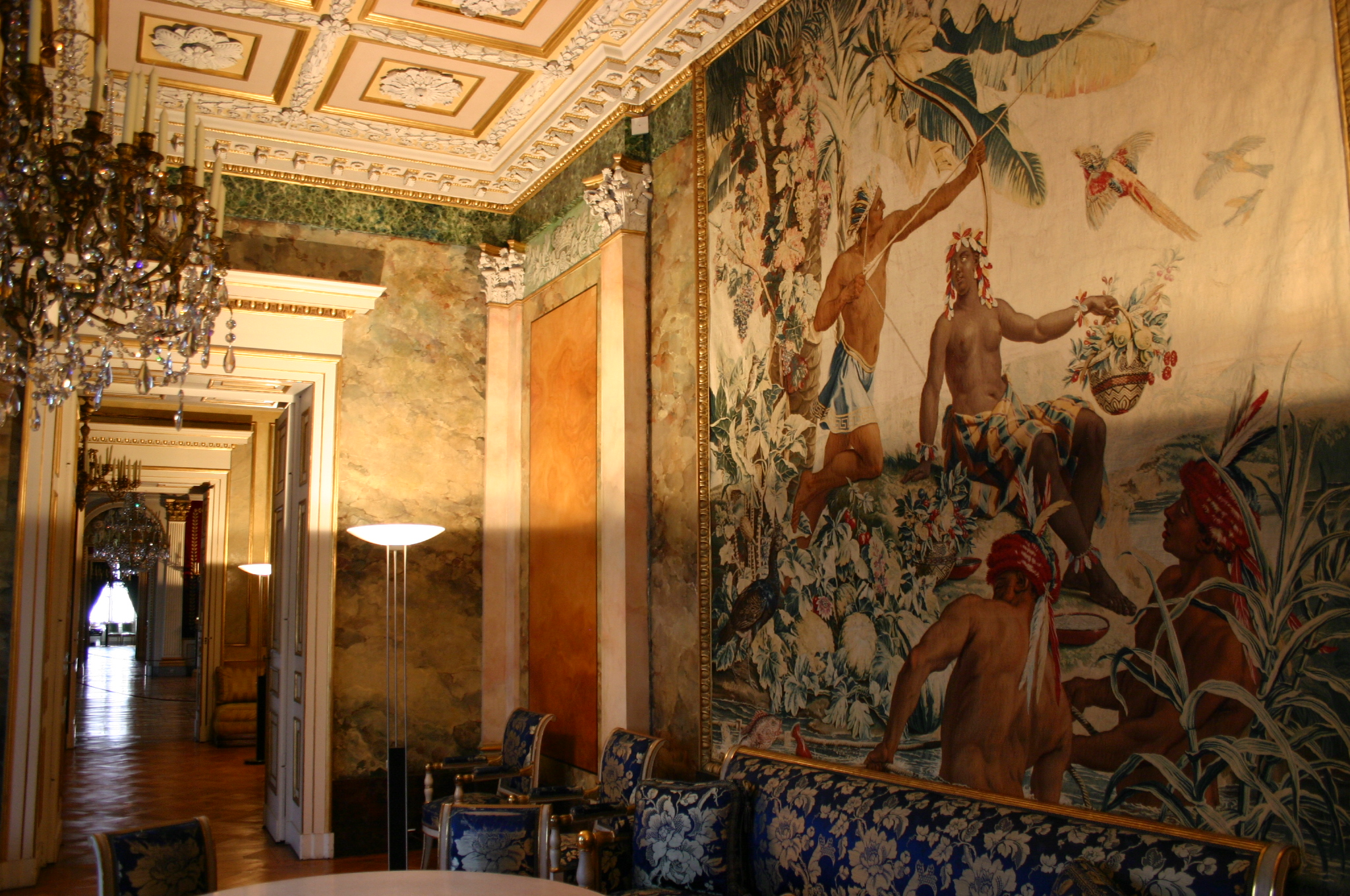
Audienzzimmer mit bemerkenswert gut erhaltenem Wandteppich
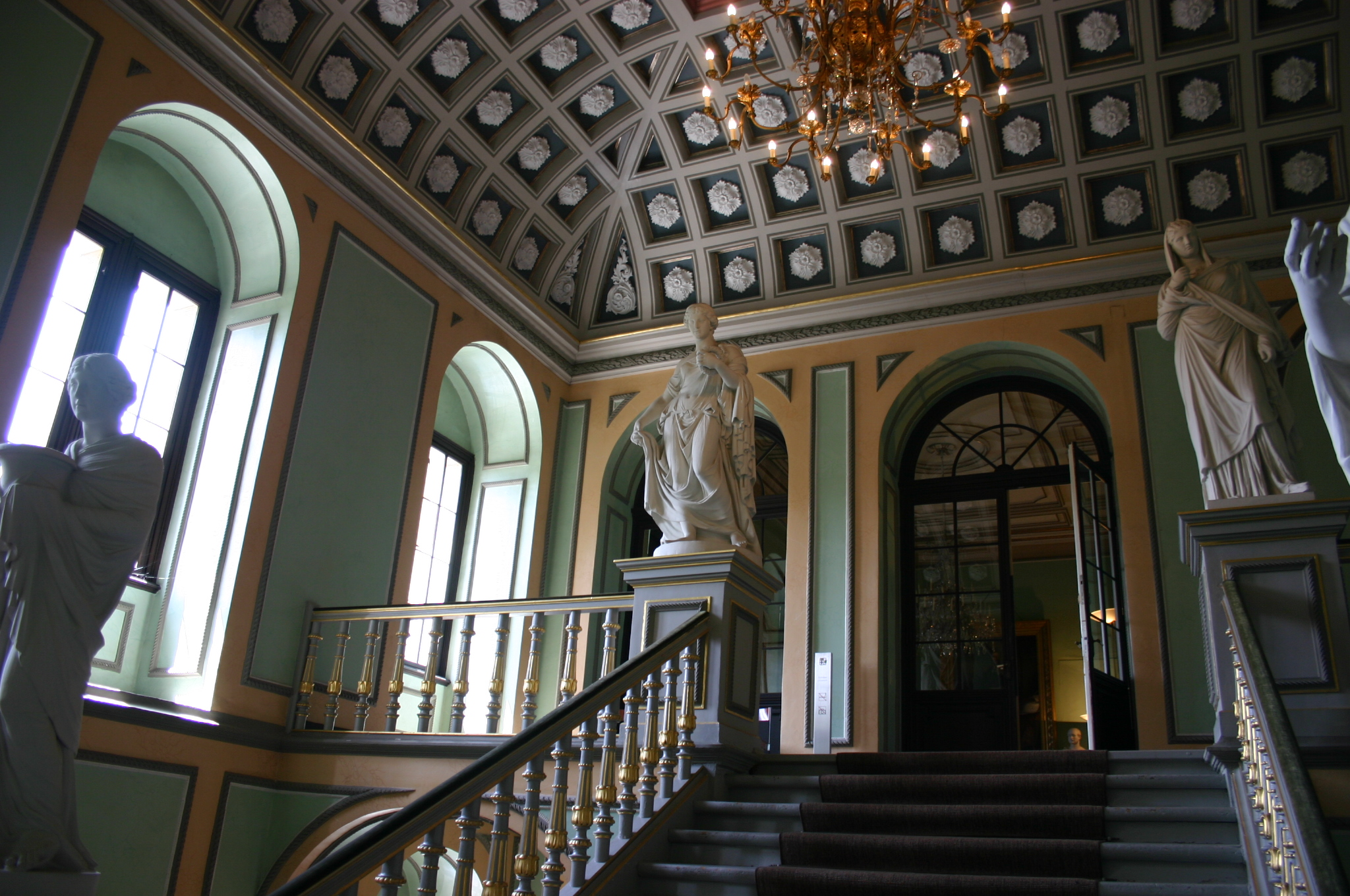
Haupttreppenhaus mit spätklassizistischer Kassettenwölbung

## Sonstiges
Eine beliebte Anekdote dreht sich um das 1860 aus England importierte watercloset, die vermutlich erste Toilette mit Wasserspülung auf dem europäischen Kontinent. Es wurde in Königin Victorias Räumlichkeiten in der Ehrenburg installiert und durfte ausschließlich von ihr verwendet werden.
Ebenso soll der erste funktionsfähige Aufzug für Königin Victoria in der Ehrenburg installiert worden sein. Da der damaligen Königin Großbritanniens das Treppensteigen zu mühselig wurde, forderte sie kurzerhand einen handbetriebenen Aufzug für sich, den sie auch bekam.